# Епархия Эноанды
Епархия Эноанды (лат. Dioecesis Oenoandensis) — титулярная епархия Римско-Католической церкви.

## История
Античный город Эноанда, идентифицируемый сегодня с археологическими раскопками «Inçalilar» в современной Турции, находился в римской провинции Ликия диоцеза Азия. С IV по IX век епархия Эноанды была центром одноимённой епархии, входившей в митрополию Миры Константинопольского патриархата.
Епархия Эноанды прекратила своё существование в IX веке.
С 1953 года епархия Эноанды является титулярной епархией Римско-Католической церкви.

## Греческие епископы
- епископ Патриций (упоминается в 381 году);
- епископ Кирин (упоминается в 458 году);
- епископ Палмаций (упоминается в 518 году);
- епископ Павел (упоминается в 536 году);
- епископ Григорий I (упоминается в 680 году);
- епископ Григорий II (упоминается в 787 году);
- епископ Николай (упоминается в 879 году).

## Титулярные епископы
- епископ Франциск Ксаверий Сангун Суваннасри (8.01.1953 — 18.12.1965) — назначен епископом Чантхабури;
  - вакансия с 1965 года.

## Источник
- Annuario Pontificio, Libreria Editrice Vaticana, Città del Vaticano, 2003, стр. 813, ISBN 88-209-7422-3
- Pius Bonifacius Gams, Series episcoporum Ecclesiae Catholicae, Leipzig 1931, стр. 450  (лат.)
- Michel Lequien, Oriens christianus in quatuor Patriarchatus digestus, Parigi 1740, Tomo I, coll. 989—990  (лат.)